# Inning am Ammersee

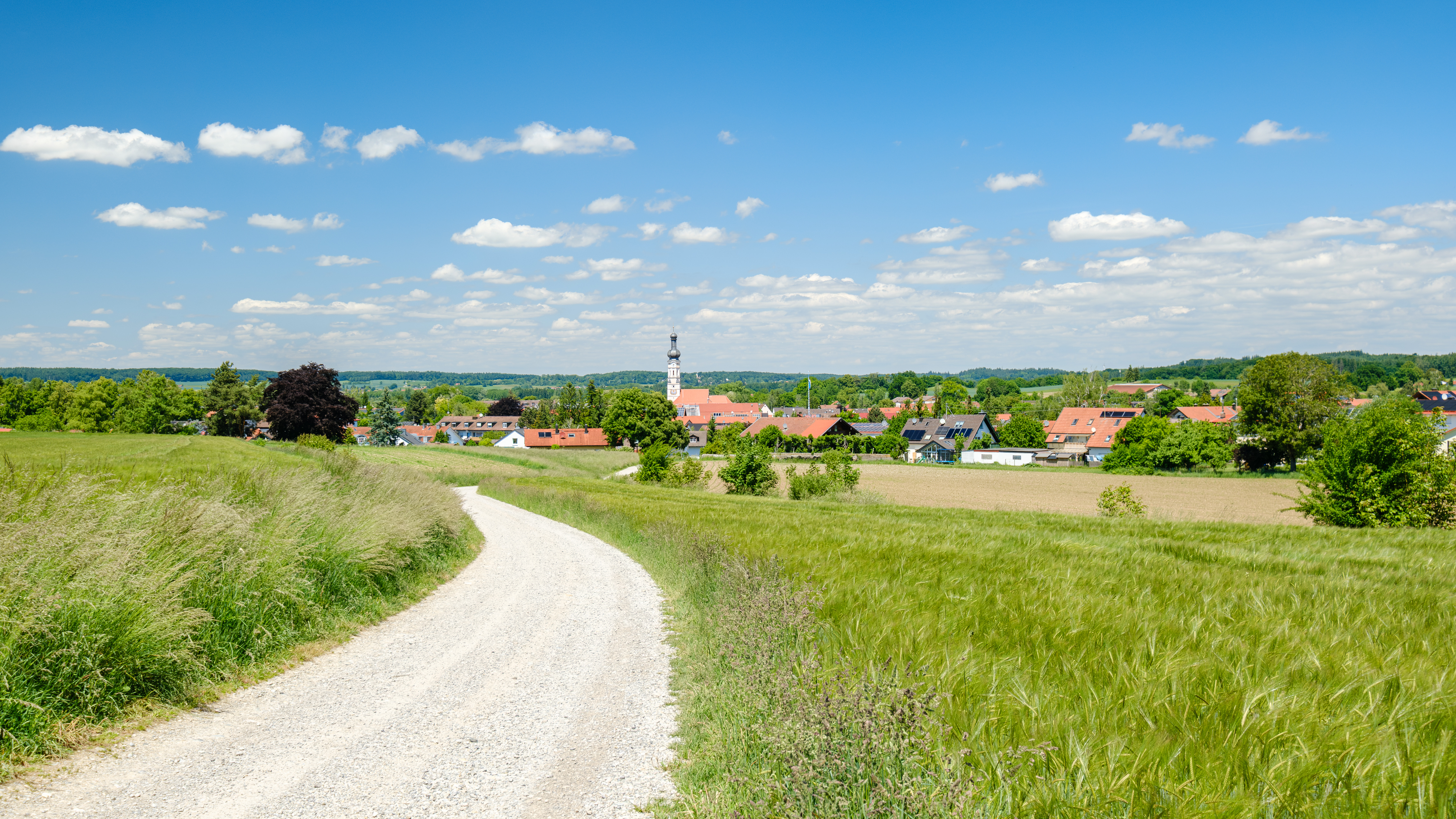
Inning am Ammersee

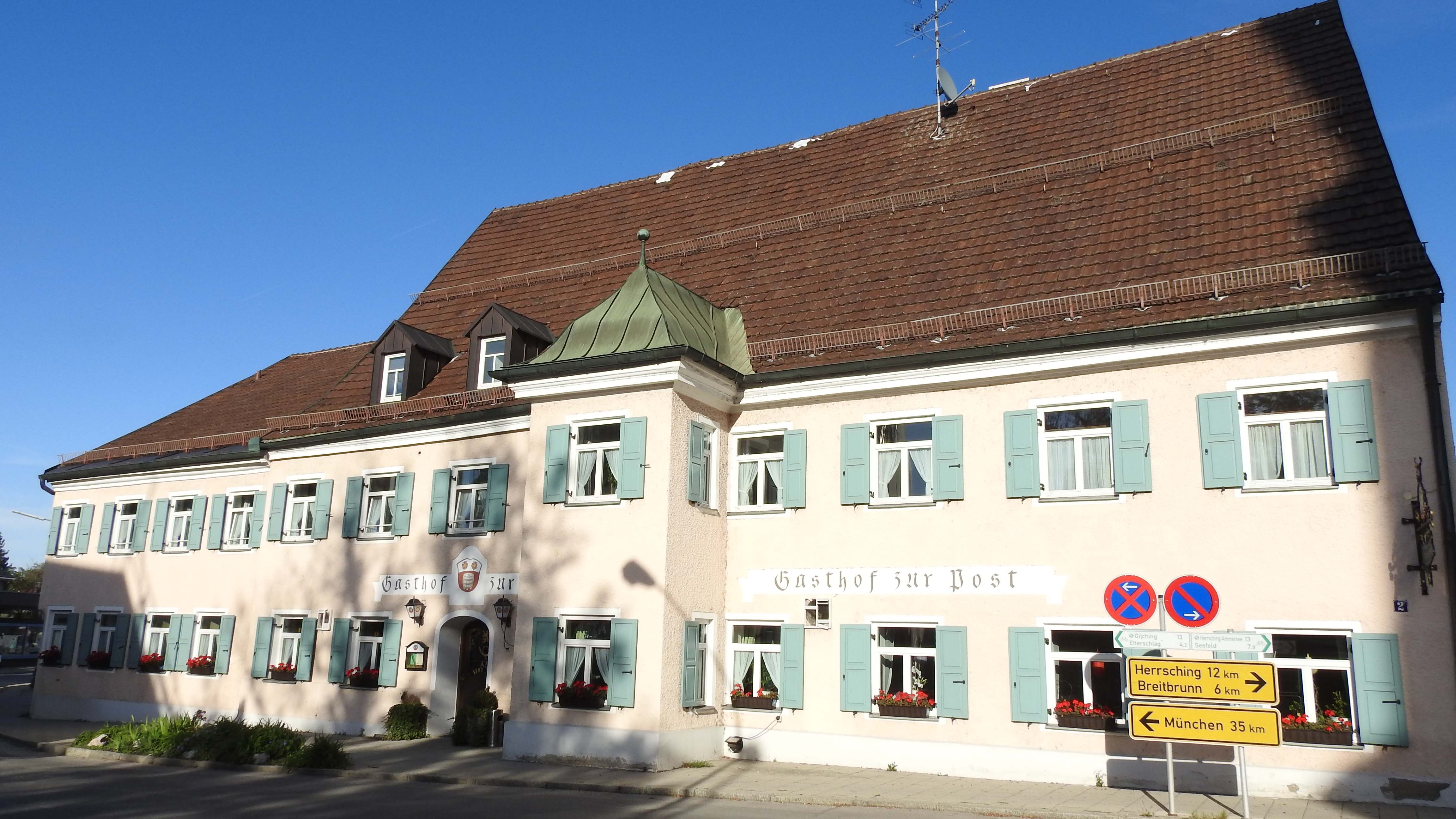
Ehem. Posthalterei

Inning am Ammersee (amtlich: Inning a.Ammersee) ist eine Gemeinde im oberbayerischen Landkreis Starnberg. Sie liegt zwischen dem Ostufer des Ammersees und dem Wörthsee.

## Geographie

### Geographische Lage und Geologie
Inning liegt im Tal des Inninger Bachs zwischen den Seitenmoränen zweier Rückzugsstadien des Ammerseelobus des würmeiszeitlichen Isar-Loisach-Gletschers. Der ältere östliche Moränenzug wird (von Norden nach Süden) durch den Mauerner Berg, Kuchelberg, Schmauzbühl und Kühberg markiert, der jüngere westliche durch den Stegener Berg, Schorn und Fischleite.

### Gemeindegliederung
Die Gemeinde hat sechs Gemeindeteile (in Klammern ist der Siedlungstyp angegeben):
- Arzla (Gut/Einöde)
- Bachern am Wörthsee (Dorf)
- Buch am Ammersee (Kirchdorf)
- Inning am Ammersee (Pfarrdorf)
- Schlagenhofen (Kirchdorf)
- Stegen (Weiler)

Zum Gemeindegebiet von Inning gehört der südwestliche Teil des Wörthsees einschließlich der Mausinsel.
Es gibt die Gemarkungen Buch a. Ammersee und Inning a. Ammersee.

## Geschichte

### Bis zur Gemeindegründung
Die Besiedlung des Gemeindegebietes kann bis etwa 2000 v. Chr. durch Funde nachgewiesen werden. So wurde bei Schlagenhofen ein aus der Jungsteinzeit stammendes durchbohrtes Steinbeil gefunden. Weiter belegen 40 Hügelgräber oberhalb von Stegen sowie zahlreiche weitere Funde die kontinuierliche Besiedlung des Gemeindegebietes. Dass die Römer bei Stegen eine Brücke über die Amper errichteten, ist seit dem Bau der A96 bekannt.
In einer Urkunde des Eichstätter Bischofs Odalfried, die zwischen 912 und 932 ausgestellt wurde, wird Inning als „Uninga“ erstmals urkundlich erwähnt. Die Ortsbezeichnung, „Uninga“ bedeutet in etwa „bei den Leuten des Uno“, gibt einen Hinweis auf eine Besiedlung im sechsten Jahrhundert unserer Zeitrechnung.
Im Mittelalter wechselte Inning des Öfteren den Besitzer. Von den Andechsern zu den Haltenbergern, dann an die Greifenberger. Später gelangte Inning in Besitz des Patriziergeschlechts der Püttriche und anderer Handelsfamilien aus München. Die im Kurfürstentum Bayern gelegene geschlossene Hofmark Inning war ein Teil der Herrschaft Seefeld, die schließlich in den Besitz des Grafen von Toerring-Jettenbach gelangte. Im Zuge der Verwaltungsreformen in Bayern entstand mit dem Gemeindeedikt von 1818 die heutige Gemeinde.
Durch die verkehrsgünstige Lage an der Salzstraße München-Landsberg wurde Inning vom 16. bis Ende des 18. Jahrhunderts zur Zwischen- und Lagerstation. Die günstige Lage nutzte ein Inninger Posthalter 1767 zur Eröffnung eines Salzgeschäftes. Das Inninger Gemeindewappen zeugt noch heute von der Verbundenheit zum Salz.

### Eingemeindung
Im ersten Vorschlag der Gemeindegebietsreform von 1971 sollten Buch und Inning zusammen mit Weßling, Etterschlag, Oberpfaffenhofen und Hochstadt zu einer Gemeinde verbunden werden. Dieser und ein Vorschlag mit Ortsteilen aus Seefeld wurde von der Gemeinde Buch abgelehnt. Eine Vereinigung mit Breitbrunn kam nicht zustande, da die Bürger sich dort 1972 für eine Verbindung mit Herrsching entschieden. Daraufhin schlossen, die Bürgermeister von Buch und Inning eine Vereinbarung zur Gründung einer eigenen Gemeinde. Die Einwohner von Buch waren mehrheitlich dagegen und die von Inning dafür. So wurden die ehemaligen Gemeinden Buch am Ammersee und Inning am Ammersee am 1. Januar 1975 freiwillig zusammengeschlossen.

### Einwohnerentwicklung
Zwischen 1988 und 2018 wuchs die Gemeinde von 3298 auf 4772 um 1474 Einwohner bzw. um 44,7 % – der höchste prozentuale Zuwachs im Landkreis im genannten Zeitraum.
| Verlauf der Bevölkerungsentwicklung | Verlauf der Bevölkerungsentwicklung | Verlauf der Bevölkerungsentwicklung | Verlauf der Bevölkerungsentwicklung | Verlauf der Bevölkerungsentwicklung | Verlauf der Bevölkerungsentwicklung | Verlauf der Bevölkerungsentwicklung | Verlauf der Bevölkerungsentwicklung | Verlauf der Bevölkerungsentwicklung | Verlauf der Bevölkerungsentwicklung | Verlauf der Bevölkerungsentwicklung | Verlauf der Bevölkerungsentwicklung | Verlauf der Bevölkerungsentwicklung | Verlauf der Bevölkerungsentwicklung | Verlauf der Bevölkerungsentwicklung |
| ----------------------------------- | ----------------------------------- | ----------------------------------- | ----------------------------------- | ----------------------------------- | ----------------------------------- | ----------------------------------- | ----------------------------------- | ----------------------------------- | ----------------------------------- | ----------------------------------- | ----------------------------------- | ----------------------------------- | ----------------------------------- | ----------------------------------- |
| Jahr                                | 1840                                | 1900                                | 1939                                | 1950                                | 1961                                | 1970                                | 1987                                | 1991                                | 1995                                | 2005                                | 2010                                | 2015                                | 2017                                |                                     |
| Einwohner                           | 722                                 | 1017                                | 1072                                | 2296                                | 1910                                | 2252                                | 3191                                | 3534                                | 3754                                | 4193                                | 4313                                | 4515                                | 4723                                |                                     |

## Politik

### Bürgermeister
Erster Bürgermeister ist Walter Bleimaier (CSU). Dieser wurde 2014 als Nachfolger von Werner Röslmair (FBB) in das Amt gewählt. Am 15. März 2020 wurde er wiedergewählt.

### Gemeinderat
|  | Gemeinderatswahl Innig am Ammersee 2020Wahlbeteiligung: 65,9 % 403020100 30,022,215,012,38,87,24,5 CSUGrüneFWcBIZdFBBeFDPSPDGewinne und Verlusteim Vergleich zu 2014 %p 6 4 2 0 −2 −4 −6 −8+0,8+1,8−7,7+0,1+5,3−1,2CSUGrüneFWBIZFBBFDPSPDAnmerkungen:c FW einschließlich FWGd Bürgerinitiative für Innings Zukunfte Freier Bürgerblock | Sitzverteilung im Gemeinderat Inning am Ammersee 2020Insgesamt 16 Sitze - SPD: 1 - Grüne: 4 - BIZ: 2 - FBB: 1 - FW: 2 - FDP: 1 - CSU: 5 |

| Jahr | CSU | SPD | Grüne | FW | FBB | PL | BIZ | FDP | gesamt | Wahlbeteiligung |
| ---- | --- | --- | ----- | -- | --- | -- | --- | --- | ------ | --------------- |
| 2020 | 5   | 1   | 4     | 2  | 1   | 0  | 2   | 1   | 16     | 65,9 %          |
| 2014 | 5   | 1   | 4     | 2  | 1   | 0  | 3   | 0   | 16     | 68,5 %          |
| 2008 | 5   | 1   | 4     | 3  | 3   | 0  | 0   | 0   | 16     | 67,5 %          |
| 2002 | 5   | 2   | 3     | 3  | 2   | 1  | 0   | 0   | 16     | 67,5 %          |

BIZ = Bürgerinitiative für Innings Zukunft     FBB = Freier Bürgerblock Inning     FW = Freie Wähler

### Wappen
| Wappen von Inning am Ammersee | Blasonierung: „Unter einem silbernen Schildhaupt, darin nebeneinander zwei rote Rosen, in Rot eine silberne Salzkufe mit goldenen Reifen.“ |
| Wappen von Inning am Ammersee | Wappenbegründung: Das Gemeindewappen von 1952 zeigt Innings Verbundenheit zum Salz über die heraldische Darstellung eines silbernen Salzfasses mit goldenen Reifen. Die beiden roten Rosen links und rechts über dem Fass angeordnet symbolisieren die Verbundenheit mit dem Haus Törring. |

## Kultur und Sehenswürdigkeiten

### Sehenswürdigkeiten

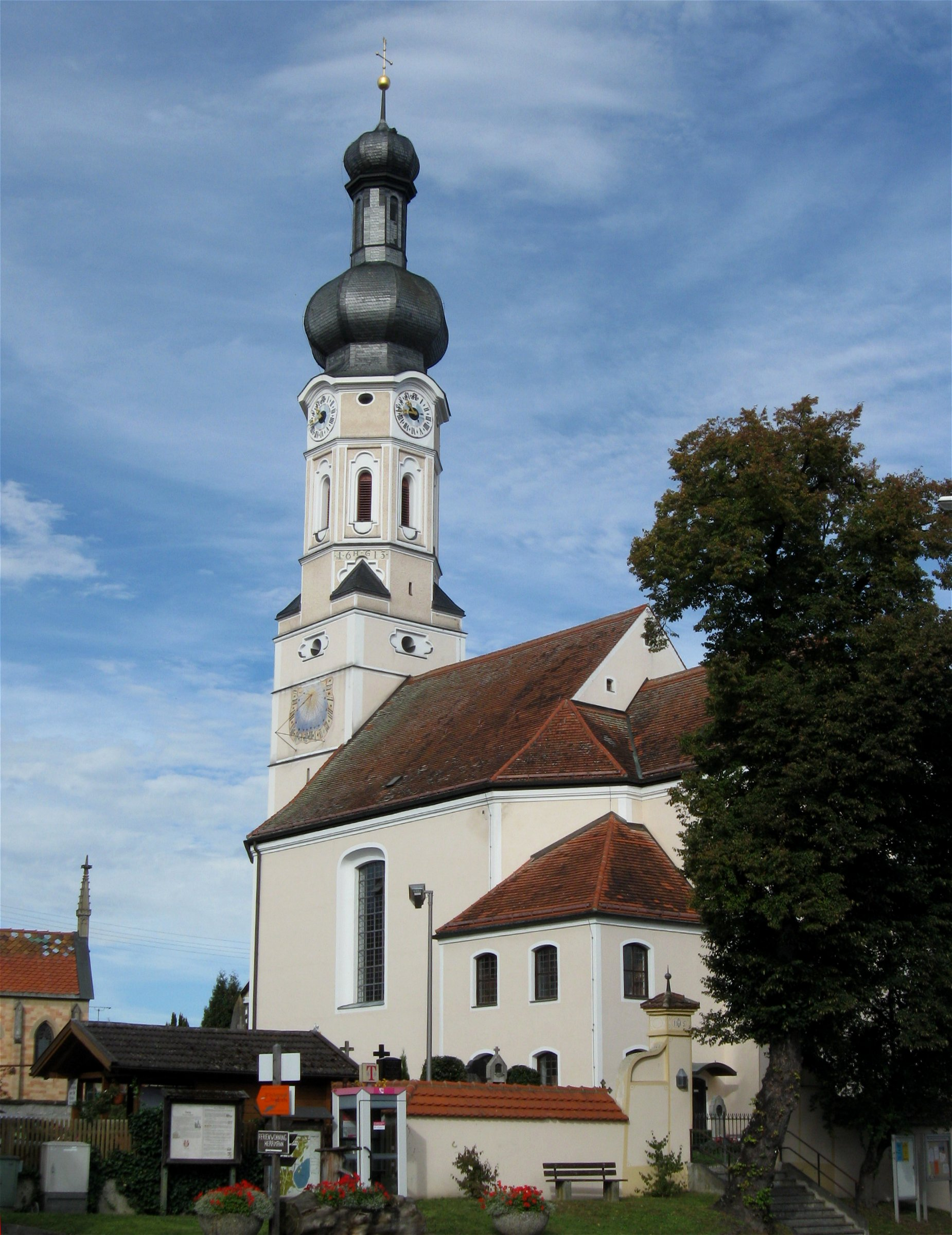
Pfarrkirche

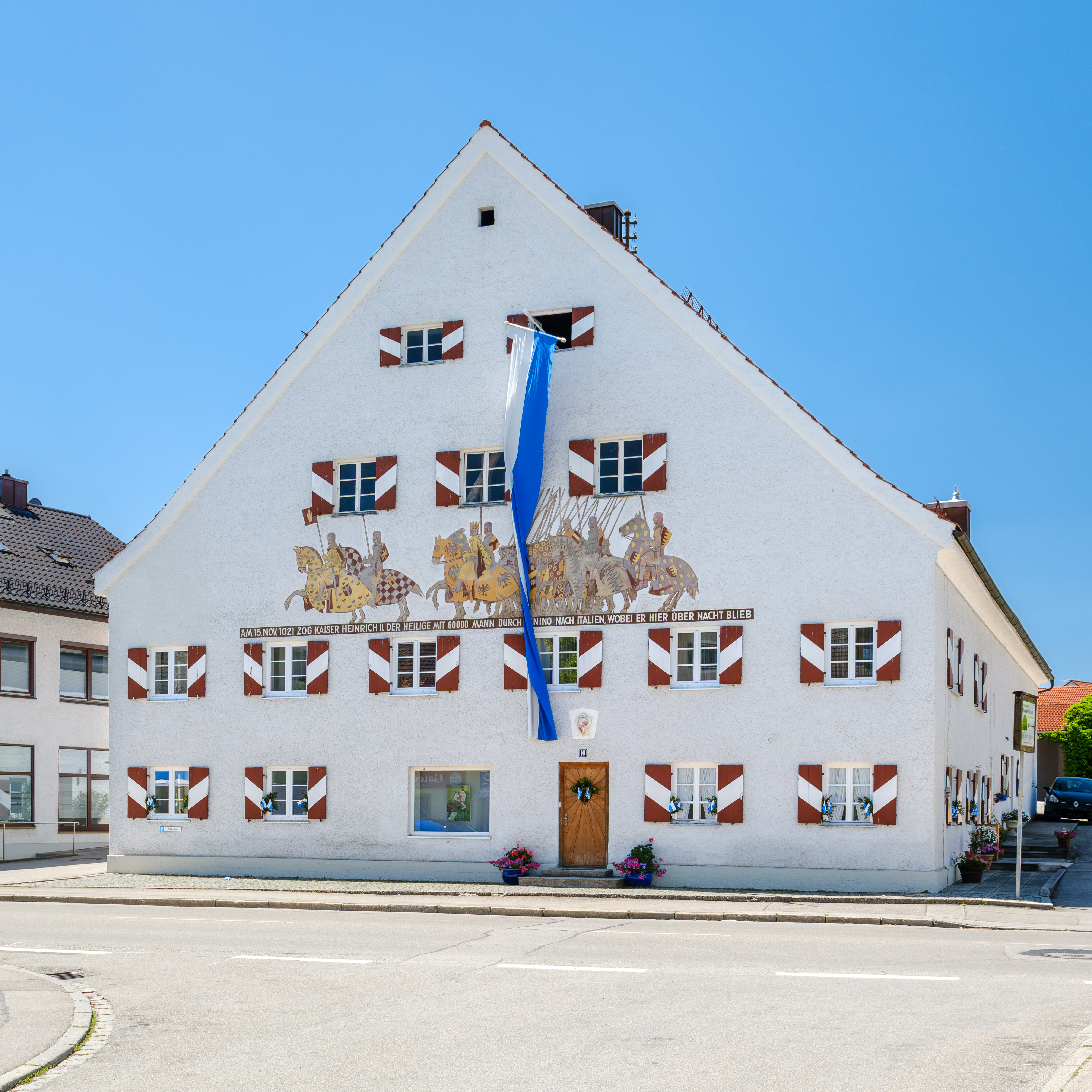
Salzstadel bzw. „Kaiserhaus“

An der Stelle der heutigen Pfarrkirche St. Johannes Baptist, die mit ihrer doppelten Zwiebelhaube weithin sichtbar ist, stand ehemals eine gotische Taufkirche. In der 1767 fertiggestellten Kirche, deren Baumeister Leonhard Mathias Gießl war, finden sich Deckenfresken von Christian Wink und Stuckaturen von Tassilo Zöpf sowie ein Hochaltar von Franz Xaver Schmädl.
Neben der Pfarrkirche befindet sich das sogenannte „Kaiserhaus“. Auf einem seiner Italienzüge
schlug hier am 15. November 1021 Kaiser Heinrich II. sein Lager auf. Das Fresko am Haus zeugt noch heute von diesem Ereignis.

### Kultur
Im Jahr 1978 wurde die Pierre-van-Hauwe-Musikschule gegründet, von der im Jahr 2021 über 400 Schüler durch 10 Musiklehrer betreut wurden. Neben weiteren Musikgruppen (Blaskapelle Inning, Gospelchor „For Heaven’s Sake Singers“, Männergesangsverein Inning und den „Fuchsbergern“) gibt es in Inning noch zwei Theatergruppen: die „Ammersee-Engel“ und „d’Gmoagaukler z’Inning“.
Im Jahr 1983 wurde die Bücherei Kulturkreis Inning gegründet. Zu Beginn kamen 2000 gespendete Bücher zusammen. Regelmäßig finden Sprachkurse und Autorenlesungen statt. Die Bücherei befindet sich in Herrschingerstraße 3 und hatte im Juni 2023 einen Bestand von 6600 Büchern, 1200 CDs und 1000 Filmen.
Die Inninger Landjugend ist für das traditionelle Stehlen von Maibäumen bekannt. So entwendeten sie 2023 den Baum vom Fliegerhorst Fürstenfeldbruck und 2024 vom Hofbräu-Festzelt auf dem Oktoberfest.

### Sport
Der Sportverein SV Inning wurde im Mai 1930 als Burschenverein gegründet. Das bekannteste Mitglied ist der mehrfache Motorradweltmeister Toni Mang. Heute bietet der Verein ein breites Sportangebot. Mit über 1000 Mitgliedern ist er Innings größter Verein. Andere Sportvereine sind der TC Inning (Tennis), der Eisstockschützenverein Buch, das Karate-Dojo Inning, zwei Segelclubs (SCIA und Segelclub Bachern), der Reitclub Inning, der Schachclub Ammersee und die Schützengesellschaft Silberfasan.

## Wirtschaft und Infrastruktur

### Wirtschaft
Neben dem üblichen Kleingewerbe innerorts gibt es das Gewerbegebiet „Am Weiher“ zwischen dem nördlichen Ende von Inning und der A96. Dort sind unter anderem ein Natursteinhandel und eine Bautrockungsfirma angesiedelt. Des Weiteren befindet sich  ein interkommunales Gewerbegebiet östlich der B471 zwischen Inning und Arzla. Dieses wurde gemeinsam mit der Gemeinde Wörthsee geplant, realisiert und vermarktet.
Im Jahr 2022 erzielte Inning am Ammersee Einnahmen aus der Gewerbesteuer in Höhe von 7,7 Millionen Euro. Mit einem Gewerbesteuerhebesatz von 340 % ist Inning eine der gewerbesteuerlich attraktivsten Gemeinden Deutschlands.

### Verkehr
Inning liegt am Ende der Bundesstraße 471, die in Inning in die Staatsstraße 2067 übergeht. Am nördlichen Ortsrand wird die Kerngemeinde von der Autobahn A96, die von Lindau nach München führt, gestreift. Heftig umstritten wurde eine geplante Verlegung der Staatsstraße in Richtung Westen. Nach einer Machbarkeitsstudie, bei der vier mögliche Trassenführungen untersucht wurden, folgte im Jahr 2007 der Gemeinderat der Empfehlung der Studie und entschloss sich für die Westtrasse, die in ähnlicher Form bereits seit 1963 im Flächennutzungsplan eingezeichnet ist. Eine lokale Bürgerinitiative kämpft gegen diesen Plan. Sie befürchtet, dass die Entlastungsstraße einen Schnellstraßencharakter besitzt und deshalb hohe Lärmbelastungen für den gesamten Ort und Einbußen für den lokalen Tourismus daraus resultieren würden. Eine andere Bürgerinitiative kämpft für diesen Plan, da sie sich eine deutliche Reduzierung des Durchgangsverkehrs durch den Ort und des damit verbundenen Lärms erhofft. In einem Bürgerentscheid wurde am 8. Dezember 2013 entschieden, die Planungen für den Bau dieser Straße nicht mehr weiter zu verfolgen. In einem erneuten Bürgerentscheid vom 31. Januar 2016, der von den Befürwortern dieser Entlastungsstraße initiiert worden war, stand nochmals dieselbe Entlastungsstraße/Umgehung zur Abstimmung, wurde aber mit deutlicher Mehrheit (56,1 % zu 43,9 %) abgelehnt. 
Inning am Ammersee wird durch mehrere Regionalbuslinien des MVV erschlossen.
| Linie | Linienverlauf                                                                               | Verkehrsunternehmen |
| ----- | ------------------------------------------------------------------------------------------- | ------------------- |
| 820   | Seefeld-Hechendorf – Inning – Grafrath – Buchenau – Fürstenfeldbruck, Schöngeisinger Straße | Amperbus GmbH       |
| 921   | Herrsching – Inning – Weßling                                                               | Geldhauser          |
| 923   | GP Inning/Wörthsee – Steinebach – Weßling – ESPE/3M – Steinebach                            | Geldhauser          |

Der Heimathafen der Bayerischen Seenschifffahrt auf dem Ammersee liegt in Inning, im Ortsteil Stegen. Von dort starten die beiden Radmotorschiffe Herrsching und Diessen sowie die Motorschiffe Utting, Schondorf und Augsburg. Im Ortsteil Buch befindet sich eine weitere Anlegestelle.

### Kindergärten und Schulen
In der Gemeinde gibt es vier Kindertageseinrichtungen mit zusammen 214 Plätzen. Am 1. März 2013 waren 201 Plätze belegt; betreut wurden 26 Kinder unter drei Jahren, 125 Kinder im Alter von drei bis unter sechs Jahren und 50 Kinder im Alter von sechs bis elf Jahren.
Im Schuljahr 2017/2018 bestanden eine öffentliche Schule mit 11 hauptamtlichen Lehrkräften und 190 Schülern sowie eine private Schule mit 23 hauptamtlichen Lehrkräften und 242 Schülern.

## Persönlichkeiten

### In Inning am Ammersee geboren
- Sepp Schlögl (* 11. Februar 1947 in Inning am Ammersee), Motorsporttechniker
- Christa Welzmüller (* 21. Februar 1948 in Inning am Ammersee), Kinderdarstellerin
- Toni Mang (* 29. September 1949 in Inning am Ammersee), Motorradrennfahrer
- Eustachius Grasmann (* 19. Februar 1856 in Inning am Ammersee; † 8. Juni 1935 in München), Forstwissenschaftler

### Mit Inning am Ammersee verbunden
- Hubert Schonger (* 19. Oktober 1897 in Bachhagel bei Dillingen; † 21. Februar 1978 in Inning), Filmemacher und Gründer von Schongerfilm (Inning am Ammersee)
- Werner Egk (* 17. Mai 1901 in Auchsesheim; † 10. Juli 1983 in Inning), deutscher Komponist
- Hans Schmitt (* 1912 in Frankfurt am Main; † 1996 in Inning), Art brut-Bildhauer
- Seff Weidl (* 25. Juni 1915 in Eger; † 17. Dezember 1972 in Inning), deutscher Bildhauer
- Georg Baselitz (* 23. Januar 1938 in Deutschbaselitz), deutscher Maler und Bildhauer
- Albert „Fise“ Fischer (* 13. Oktober 1940 in München; † 26. November 2003 in Herrsching am Ammersee), deutscher Kunstmaler und Restaurator
- Heino Ferch (* 18. August 1963 in Bremerhaven), deutscher Filmschauspieler
- Werner Schmidt (* 14. Juli 1943 in Sindelfingen), ehemaliger Vorstandsvorsitzender der Bayerischen Landesbank (BayernLB)
- Philip Voges (* 1966 in Hamburg), Film- und TV-Produzent
- Helene Fischer (* 5. August 1984 in Krasnojarsk), Sängerin, ist 2021 nach Inning gezogen